# Saint-Sébastien-d'Aigrefeuille
Saint-Sébastien-d'Aigrefeuille is een gemeente in het Franse departement Gard (regio Occitanie) en telt 434 inwoners (1999). De plaats maakt deel uit van het arrondissement Alès.

## Geografie
De oppervlakte van Saint-Sébastien-d'Aigrefeuille bedraagt 15,5 km², de bevolkingsdichtheid is 28,0 inwoners per km².
De onderstaande kaart toont de ligging van Saint-Sébastien-d'Aigrefeuille met de belangrijkste infrastructuur en aangrenzende gemeenten.

## Demografie
Onderstaande figuur toont het verloop van het inwonertal (bron: INSEE-tellingen).
1. ↑  Populations de référence 2022.